# انترلوکن (میشیگان)
انترلوکن (به انگلیسی: Interlochen) یک منطقهٔ مسکونی در ایالات متحده آمریکا است که در میشیگان واقع شده‌است. انترلوکن ۳٫۲۹ کیلومتر مربع مساحت و ۵۸۳ نفر جمعیت دارد و ۲۵۶ متر بالاتر از سطح دریا واقع شده‌است.